# Lavaqueresse
Lavaqueresse ist eine französische Gemeinde mit 202 Einwohnern (Stand: 1. Januar 2022) im Département Aisne in der Region Hauts-de-France. Sie gehört zum Arrondissement Vervins, zum Kanton Guise und zum Kommunalverband Thiérache Sambre et Oise.

## Geographie
Die Gemeinde Lavaqueresse liegt im Nordwesten der Landschaft Thiérache am Fluss Iron, 34 Kilometer nordöstlich von Saint-Quentin. Nachbargemeinden von Lavaqueresse sind Dorengt im Norden, Leschelle im Nordosten, Chigny im Südosten, Malzy im Süden, Villers-lès-Guise im Südwesten sowie Iron im Westen.

## Bevölkerungsentwicklung
| Jahr                       | 1962 | 1968 | 1975 | 1982 | 1990 | 1999 | 2009 | 2015 | 2022 |
| Einwohner                  | 320  | 310  | 259  | 256  | 224  | 209  | 212  | 207  | 202  |
| Quellen: Cassini und INSEE |      |      |      |      |      |      |      |      |      |

## Sehenswürdigkeiten
- Wehrkirche Notre-Dame-de-l'Assomption, Monument historique seit 1927

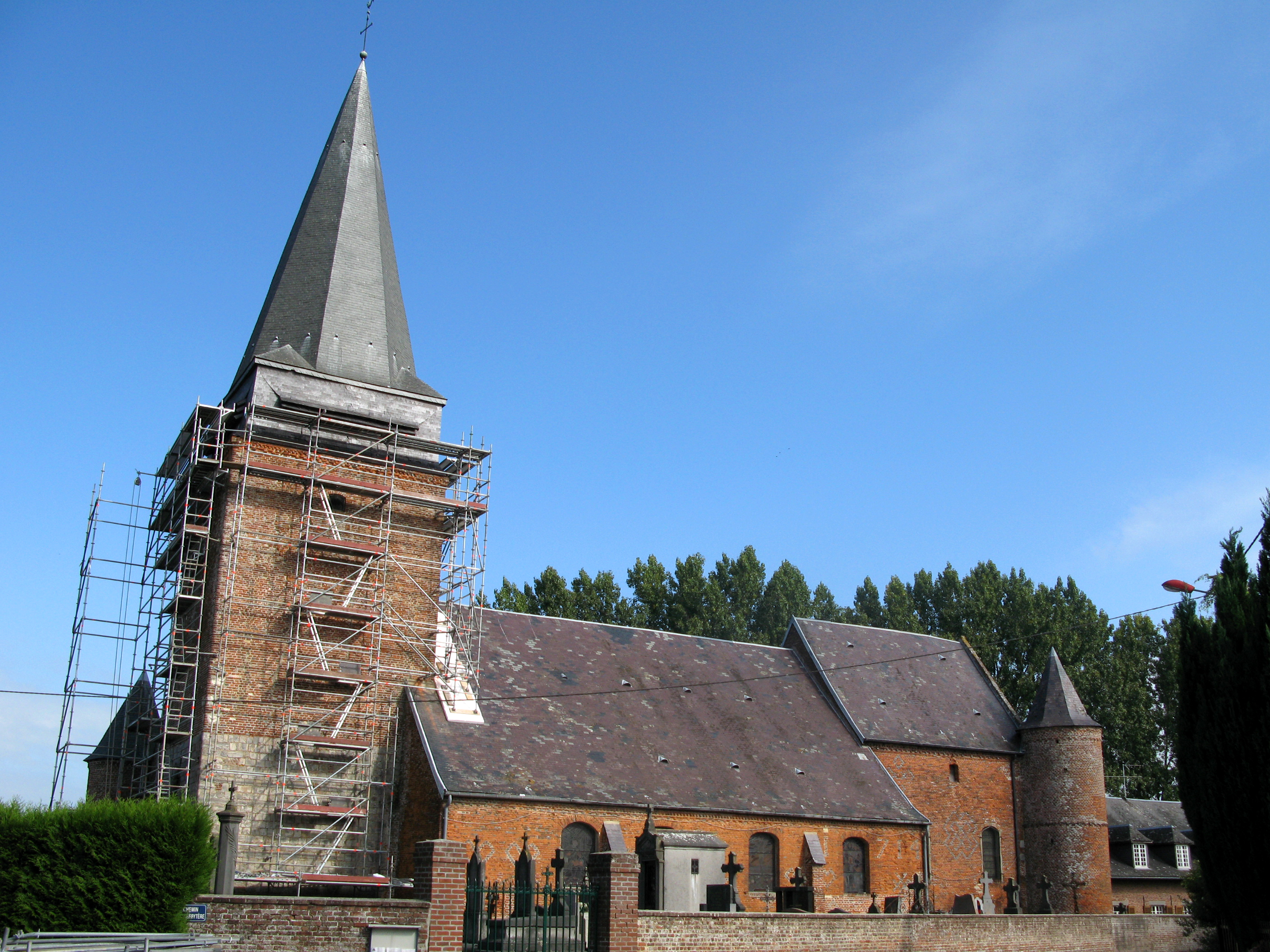
Kirche Notre-Dame-de-l'Assomption